# Anja Harteros
Anja Harteros (Bergneustadt, Renania del Norte-Westfalia, Alemania, 23 de julio de 1972) es una soprano alemana que en 1999 fue la primera de esta nacionalidad en ganar el certamen de la BBC Cardiff Singer of the World competition

## Trayectoria
De padre griego y madre alemana nació en Bergneustadt, tiene hermanos mellizos, Alexia y Georgios. Comenzó sus estudios de canto a los 14 alentada por su maestro August Wilhelm Welp, con Astrid Huber-Aulmann.
Debutó en 1990 como la condesa en Las bodas de Fígaro y en 1993-94 realizó giras por Estados Unidos y Rusia. Posteriormente integró los elencos estables de las operas de Gelsenkirchen, Wuppertal y Bonn.
Fue la primera cantante alemana en ganar la competencia de Cardiff obteniendo debuts en Fráncfort, Lyon, Ámsterdam, Dresde, París, Hamburgo, Wiener Staatsoper, Metropolitan Opera, Múnich y Deutsche Oper Berlin, con apariciones en conciertos en Boston, Florencia, Londres, Edimburgo, Vicenza, Tel Aviv, etc. 
Su repertorio incluye Mimì en La bohème, Amelia en Simón Boccanegra, Desdemona en Otello, Micaëla (Carmen), Eva (Die Meistersinger von Nürnberg), Elisabeth (Tannhäuser), Fiordiligi (Così fan tutte), Contessa (Le nozze di Figaro), Arabella (Arabella), Alice Ford (Falstaff), Elsa en Lohengrin y Alcina de Handel. 
Ha grabado el Réquiem de Verdi con Antonio Pappano y las Cuatro últimas canciones de Richard Strauss con Mariss Jansons y Fabio Luisi.
Otras grabaciones incluyen Idomeneo, Alcina, Lohengrin junto a Jonas Kaufmann y Simon Boccanegra con Plácido Domingo.
Debutó en 2018 en el Festival de Bayreuth como Elsa en Lohengrin bajo la batuta de Christian Thielemann.
Actúa preferentemente en Europa, en Alemania y Austria.

## Distinciones
- 1999, Premio BBC Cardiff Singer of the world
- Kammersänger, Bayerischen Staatsoper in München 2007[2]
- Cantante del año 2009 - opernwelt
- Premio Köln 2010[3]